# Duplikatnegativ
Ein Duplikatnegativ (Jargon: Dupneg) ist eine fotografische Nachbildung einer fotografischen Vorlage, das heißt dessen Bild gegenüber der Natur vertauschte Helligkeitswerte und/oder komplementäre Farben aufweist. Meistens ist die Vorlage ein Ausstellungspositiv, in der Fotografie ein Papierbild oder Diapositiv, in der Kinematografie eine so genannte Vorführkopie. Im Gegensatz zum Internegativ oder Zwischennegativ entstammt es einer ungünstig bis schwer kopierfähigen Vorlage, sei es wegen ihres mechanischen Zustandes, sei es wegen ihres starken Kontrastes.
In der traditionellen Archiv-Technik spielt das Duplikatnegativ die zentrale Rolle. Von vielen Bildern, die man erhalten will, besteht allein ein Papierpositiv oder eine Kinokopie. Mit der Übertragung des Inhaltes auf frischen Film, möglichst unter gleichzeitiger Behebung aller vorhandenen Fehler, versuchen Techniker eines Kopierwerks eine neue Generation zu schaffen, von der aus wieder frische Ausstellungspositive abkopiert werden können, Papierbilder beziehungsweise Projektionskopien.
Ein Duplikatnegativ der Fotografie ist im Allgemeinen eine neue Aufnahme. Die Vorlage wird gleichmäßig beleuchtet, mit einem Fotoapparat wird geeignetes Filmmaterial mit wenig bis keiner Verkleinerung belichtet. Der Abbildungsmaßstab 1:1 erlaubt, vom Duplikatnegativ im günstigen Kontaktverfahren frische Positive abzuziehen.
Ein Duplikatnegativ der Kinematografie entsteht mit wenigen Ausnahmen im Kontaktverfahren. Ist etwa die Schrumpfung des Ausgangsfilms zu stark, muss man die mechanische Führung desselben vom Transport des Rohfilms trennen. Dabei werden auf Ausgangsseite angepasste Filmantriebe eingesetzt, auf der Kopierseite in jedem Fall Präzisionsmechanismen. Selbstverständlich geschieht die Abbildung in solchem Falle durch ein Objektiv im Maßstab 1:1, mit geringen Korrekturen. Eine andere Schwierigkeit ist, dass die Vorlage verwölbt ist, was den ganzflächigen Kontakt und damit ein scharfes Duplikat in Frage stellen kann.
Neben der klassischen fotografischen Methode werden Duplikatnegative auch als Filmaufzeichnung von digitalen Daten hergestellt, die aus Abtastung der Vorlage gewonnen wurden.
Mit der laufenden Verbesserung der speziellen Duplizierfilmmaterialien ist die Übertragung von Bildern so gut geworden, dass man von fast verlustfreien Duplikaten sprechen kann. Im Schwarzweißsektor sind kornlose Materialien in Gebrauch, im Farbensektor ist der Körnungszuwachs sehr klein. Wenn der Aufwand gerechtfertigt ist, können mit schwarzweißen Farbenauszügen auch Farbfilme perfekt dupliziert werden. Laien erkennen keinen Unterschied zwischen der Vorlage und einer „Dupkopie“.